# Brzozowo Stare
Brzozowo Stare – wieś w Polsce położona w województwie podlaskim, w powiecie białostockim, w gminie Poświętne.
Zaścianek szlachecki Stare należący do okolicy zaściankowej Brzozowo położony był w drugiej połowie XVII wieku w powiecie suraskim ziemi bielskiej województwa podlaskiego.
W Brzozowie znajduje się kościół filialny pw. MB Nieustającej Pomocy, wybudowany w 1987 r., parafii Przemienienia Pańskiego w Poświętnem.
Wierni kościoła rzymskokatolickiego należą do parafii Przemienienia Pańskiego w Poświętnem.

## Historia
Jedna z najstarszych miejscowości na terenie parafii Poświętne. Pierwszy raz pojawia się w źródłach w końcu XV wieku, kiedy szlachta z tej wsi, wraz z sąsiednimi Dzierżkami chciała wybudować kościół w Wielkogrzebach (dzisiejsze Poświętne). Wieś założyła w XV wieku szlachta z rodu Brzozowskich herbu Korab. Osadnicy ci pochodzili z Mazowsza. Szlachta przybyła z Mazowsza osiedlała się w ramach siedzib gniazdowych. Zwykle nową wieś zakładała większa rodzina, bądź kilka rodzin związanych ze sobą więzami krwi. W miarę rozradzania się członków rodziny, ich nadziały majątkowe były dzielone na poszczególne części między rodzeństwo, względnie kolonie. Te zaś aby odróżnić jeden dział, lub część wsi od drugiego, nadawali im poszczególne nazwy, dołączając do pierwotnej nazwy wsi, drugi człon niekiedy trzeci i czwarty. I zakładali osady wokół starej wsi. Tak powstały na przełomie XV/XVI wieku – Panki, - Chrzczony, - Korabie, - Antonie. To zdecydowanie najstarsze przysiółki Brzozowskich na terenie parafii Poświątne. Później w miarę rozradzania się członków rodziny tworzyły się kolejne działy, a wraz z nimi i nowe wsie. Wiele z tych miejscowości nie dotrwały do czasów obecnych. Nikt już więc dzisiaj nie pamięta, że istniała taka wieś jak Brzozowo Dąbrówka (XVI/XVII w.), Brzozowo Jankowięta (XVI w.), Brzozowo Maćkowięta (XVI/XVII w.), Brzozowo Baranowizna (XVI w.). 
Z racji że mieszkała tutaj głównie szlachta o tym samym nazwisku, musiała więc się w jakiś sposób odróżniać od innych. Nadawanie różnych bądź podwójnych imion już nie wystarczało, nadawano więc przydomki lub przezwiska. W XVII wieku w Brzozowie Starym można było spotkać Brzozowskich pod takimi przydomkami jak: Spil, Mitra, Niemiera, Gabrielik, Kozula czy Holonka. Wpływ tych nazw był tak wielki, że urzędnicy spisujący w 1635 i 1638 roku podatek podymny (od każdego domu), zamiast wsi Brzozowo Stare, wpisali w dokumentach ,,Kozule Antiqua” – czyli Kozule Stare. Później jednak powrócono do dawnej nazwy, znanej obecnie. 
W rejestrach podatkowych z 1663 roku wymieniono tutaj 67 mieszkańców z czego 80% stanowili przedstawiciele szlachty.
Brzozowo, okolica szlachecka, pow. mazowiecki, gm. i par. Poświętne. W obrębie jej leżą wsie: Antonie, Chabdy, Chrzczony, Chrzczonki, Korabie, Muzyły, Pańki, Saluki, i Stare, wsie szlacheckie. Jest to gniazdo Brzozowskich. Wsie powyższe wspominane są już w Dokumentach z 1525 roku. W 1827 roku B.Antonie liczyły 23 d. i 131 mk B. Chabdy 9 dm i 50 m., B. Chrzczony, 24 dm i 129 m., B. Chrzczonki 3 dm i 18 m., B. Korabie 19 dm i 114 mk, B. Murzyły 12 dm i 69 mk, B. Pańki 17 dm i 89 mk, B. Stare 31 dm i 183 mk.
W latach 1954–1972 wieś należała i była siedzibą władz gromady Brzozowo Stare.